# Allianz für Gesundheit, Frieden und soziale Gerechtigkeit

Logo der AGFG

Die Allianz für Gesundheit, Frieden und soziale Gerechtigkeit (Kurzbezeichnung: AGFG) war eine deutsche Kleinpartei. Die AGFG wurde Anfang Juni 2005 gegründet und hatte nach eigenen Angaben etwa 600 Mitglieder. Ehemaliger stellvertretender Vorsitzender und prominentestes Mitglied der Partei war Matthias Rath, der die Partei mit jährlich sechsstelligen Eurobeträgen finanzierte. Ende 2009 wurde die Auflösung der Partei bekanntgegeben, da die Arbeit „in einem parlamentarischen System, das alles tut, um andere als die System erhaltenden Kräfte außen vor zu halten“, eine „Vergeudung von Energien“ sei.

## Politisches Programm
Kernstück des Grundsatzprogramms bildete die Gesundheitsphilosophie des Alternativmediziners Matthias Rath, der vor allem durch seine wissenschaftlich weitgehend widerlegte Behandlungsmethode von Krankheiten wie AIDS und Krebs mittels Vitaminpräparaten und Naturheilverfahren, die sogenannte Zellularmedizin, bekannt wurde.
Die Partei gab an, eine „gesunde, friedliche und gerechte Welt“ schaffen zu wollen, indem Verflechtungen der Pharmaindustrie mit dem übrigen Gesundheitswesen aufgehoben werden.
Derartige Verflechtungen sah die AGFG zum Beispiel in der Vogelgrippe H5N1-Pandemie von 2006, welche sie als eine Verschwörung der Pharmaindustrie zur „Errichtung [einer] Pharma-Diktatur“ bezeichnete. In ihrer seit 2006 geführten Kampagne „Stoppt den Atomkrieg!“ warnte die Partei des Weiteren vor einem unmittelbar bevorstehenden Atomkrieg, welcher ebenfalls zum Ziel habe, das Pharmageschäft anzukurbeln.
Eine Lösung sah die Partei in der Zerschlagung der Pharmakonzerne und flächendeckenden alternativ-medizinischen Behandlung der Bevölkerung. Mit den so eingesparten Gesundheitskosten sollte die Forschung, vor allem auf dem Gebiet der Zellularmedizin, finanziert werden. Durch die Senkung der Lohnnebenkosten und staatliche Kontrolle sollen ebenso neue Arbeitsplätze geschaffen werden. Einen weiteren Schwerpunkt sollte die Förderung erneuerbarer Energien bilden.
Mit der verbündeten unabhängigen Jugendorganisation, der Youth Alliance, versuchte die Partei mit modernen Kommunikationskanälen wie einer ansprechenden Homepage, kostenlosen Schülerzeitungen und Broschüren junge Menschen anzusprechen. Spätestens seit Ende 2007 waren jedoch keine Aktivitäten der Youth Alliance mehr erkennbar, mittlerweile existiert auch die Homepage nicht mehr.
Insgesamt versuchte sich die AGFG etwa seit 2007 als „links“ zu profilieren, dies äußerte sich beispielsweise in der Beteiligung an Demonstrationen gegen Sozialabbau und eigenen Plakaten der Partei zum Thema Hartz IV. Im Vergleich zu ihrer Gründungsphase war die Partei nur noch sehr eingeschränkt aktiv und konzentrierte sich auf die Teilnahme an einigen wenigen Landtagswahlen (zuletzt 2008 in Hamburg).

## Parteisatzung
Die AGFG erfüllte seit 12. August 2005 nach Parteiengesetz die Voraussetzungen für die Anerkennung als politische Partei. Gemäß ihrer Satzung wurden Bundesparteitage nicht öffentlich abgehalten; für die Zulassung von Gästen oder Vertretern der Presse war ein Beschluss des Bundesvorstandes nötig. Der Parteitag kann als Mitgliederversammlung oder als Delegiertenkonferenz abgehalten werden. In Form einer Delegiertenkonferenz steht jedem Landesverband die Entsendung von zehn Delegierten pro einhundert Mitglieder zu. Bei der Aufnahme neuer Mitglieder wurde dem Bundesvorstand die Möglichkeit des Einspruchs gegeben, wenn Gründe von erheblicher Bedeutung gegen eine Aufnahme sprachen.

## Geschichte
Die AGFG ging 2005 aus der Rath-Foundation, einem Vertriebs- und Werbekanal für die Rath’schen Vitaminpräparate, hervor.
Zwei Wochen nach der Gründung der Partei am 6. Juni 2005 hielt sie ihren ersten Bundeskongress in Kelkheim ab.
Nach Prüfung durch den Bundeswahlausschuss am 16. August durfte die Partei – wie 25 andere Kleinparteien – bei der Bundestagswahl 2005 antreten. Weil sie jedoch nur in Sachsen dem Landeswahlausschuss die nötigen Unterstützungsunterschriften vorlegen konnte, erschien sie nur dort auf dem Wahlzettel. Einer Beschwerde beim Bundeswahlleiter über die Unterschriftenprüfung in Sachsen-Anhalt wurde stattgegeben, aber auch mit nachgereichten Unterschriften erreichte die AGFG nicht die nötigen 2.000 Unterstützer. Die von der Partei eingereichten Beschwerden in den übrigen Bundesländern wurden ebenfalls alle aufgrund der geltenden Rechtslage abgewiesen.
Die AGFG versuchte, der Organklage gegen die „unechte Vertrauensfrage“ Gerhard Schröders beizutreten, wurde jedoch nicht zugelassen, da die Interessen der Partei anders lagen als die der klagenden Bundestagsabgeordneten Werner Schulz und Jelena Hoffmann.

## Teilnahmen an Wahlen
Bei der Bundestagswahl 2005 erhielt die AGFG in Sachsen mit 21.343 Zweitstimmen 0,86 Prozent der abgegebenen Stimmen, dies entspricht etwa 0,05 Prozent bundesweit.
Die Partei trat bei den Landtagswahlen am 26. März 2006 in Rheinland-Pfalz (1.886 Stimmen, 0,11 Prozent), Sachsen-Anhalt (3.357 Stimmen, 0,37 Prozent) und Baden-Württemberg (866 Stimmen, 0,02 Prozent) an, erzielte jedoch keine Mandate.
Auch bei der am 18. September 2006 stattgefundenen Abgeordnetenhauswahl in Berlin und der Landtagswahl in Mecklenburg-Vorpommern (jeweils 0,2 Prozent) konnte die AGFG keinen politischen Einfluss erreichen.
Die AGFG verzichtete auf eine Teilnahme bei den Landtagswahlen 2008 in Hessen und Niedersachsen, trat jedoch zur Bürgerschaftswahl in Hamburg 2008 mit einer Landesliste an und erreichte 0,1 Prozent der Stimmen. Zu späteren Wahlen wie der Bundestagswahl 2009 wurde nicht mehr angetreten.